# VES-Anlage
Eine VES-Anlage (Voraus-Eigen-Schutz- oder Vorauswirkender-Eigenschutz-Anlage) war ein von der deutschen Kriegsmarine entwickelter Schutz ihrer Schiffe gegen Magnetminen.

## Entwicklung
Nach dem Aufkommen von Minen mit Magnetzündern versuchte man, die Rümpfe aus Eisen oder Stahl gebauter Schiffe entweder weiter aufzumagnetisieren oder abzumagnetisieren. Bei Letzterem versuchte man, den Schiffsmagnetismus so weit zu reduzieren, dass der magnetische Zünder der Mine überhaupt nicht ansprach (MES = Magnetischer Eigenschutz). Bei dem VES-Verfahren hingegen versuchte man, das magnetische Feld des Schiffes so weit vor den Bug zu verschieben, dass der Zünder der Magnetmine bereits weit vor dem Schiff ansprach und die Mine damit zur vorzeitigen Explosion brachte. Zu diesem Zweck legte man um die Außenhaut des Schiffsrumpfs eine oder mehrere mit Strom beschickte Kabelschleifen, die das Magnetfeld nach vorn, in die Breite und in die Tiefe vergrößerten. Zusätzlich belud man, insbesondere bei Sperrbrechern, das Schiff im vorderen Teil mit Eisen-Ballast, der sogenannten Kernstauung (nicht zu verwechseln mit der Schutzstauung), die das Magnetfeld um etwa das Siebenfache verstärkte.
1938 erprobte die Kriegsmarine das VES-System auf dem Leichten Kreuzer Nürnberg. Dazu wurde der Schiffsrumpf vorn, mittschiffs und achtern mit drei vertikalen VES-Wicklungen umlegt, die mit 300 kW magnetisiert wurden. Der Test war erfolgreich: eine deutsche Magnetmine in 28 m Tiefe detonierte bereits 50 m vor dem Schiff. Nach dem Beginn des Zweiten Weltkriegs wurde das System insbesondere auf den Sperrbrechern der Kriegsmarine installiert. Als Großbritannien im April 1940 die ersten Magnetminen zum Einsatz brachte, besaß die Kriegsmarine bereits einen Sperrbrecher mit VES, den am 30. September 1939 in Dienst gestellten Sperrbrecher IV Oakland, und ließ die übrigen umgehend damit ausrüsten.

## Technik
Die Kabelschleife bestand aus einem 6 bis 10 km langen und 30 cm dicken Gummi-ummantelten Kupferkabel, das in sogenannter Rundwicklung (auch Gradwicklung oder Stabwicklung genannt) quer zur Schiffslängsachse um den Rumpf montiert wurde. Anfangs verlegte man es in einer Länge als durchgehende Wicklung, später ging man zur sogenannten Einzelwicklung über, da dies die Fehlerlokalisierung erleichterte. Zum Schutz wurden die Kabel mit einer Holzverkleidung abgedeckt. Zur Versorgung der Anlage mit Strom wurde eine besondere E-Anlage, meist Diesel-Generatoren, mit einer Leistung von 100 bis 300 kW eingebaut.
Die ebenfalls zum VES-System gehörende Kernstauung bestand aus 500 bis 2.000 t Eisen, die meist in Form von Schrott (daher auch Schrottstauung) über eine Distanz von 18 bis 30 m im vorderen Laderaum verstaut wurden. Da dies jedoch die Schwerpunktlage und die Schiffsstabilität beeinträchtigte und auch einen erheblichen Rohstoffbedarf bedeutete, ging man 1942 zur wesentlich effizienteren Wannenstauung über, die nur noch 250 bis 600 t Eisenschrott benötigte.

## Weiterentwicklungen
Als Großbritannien ab 1942 einen Doppelkontaktzünder einsetzte, bei dem der erste Kontakt die Mine scharf machte und erst der zweite sie zur Detonation brachte, antwortete die Kriegsmarine mit der sogenannten „Aptierungsanlage“, einer Umpolvorrichtung (U.P.V.), die die Stromrichtung in der VES-Wicklung alle 8 bis 10 s umkehrte. Dadurch wurde auch der zweite Kontakt noch weit genug vor dem Bug des Sperrbrechers ausgelöst.
Eine Weiterentwicklung war dann die Kreuzwicklung. Die bisherige Kabelwicklung wurde geteilt, und die beiden Kabelschleifen wurden kreuzförmig auf dem Vorschiff montiert. Die Schutzentfernung vor dem Bug betrug damit immer noch ausreichende 40 m.
Gezielt gegen Sperrbrecher gerichtet führte Großbritannien dann die sehr stumpfe „Sperrbrechermine“ ein. Sie benötigte zur Zündung das volle Magnetfeld des Sperrbrechers und sprach daher genau unter der VES-Wicklung an. Wegen ihrer Unempfindlichkeit konnte sie von keinem anderen Räummittel beseitigt werden. Die deutsche Antwort darauf war die Zusatzwicklung, auch Kompensationswicklung genannt, bestehend aus zwei gegeneinander geschalteten Wicklungen, die dem VES-Feld entgegenwirkten und es entsprechend reduzierten. Der Nachteil, eine geringfügige Verminderung der Räumbreite gegen herkömmliche Magnetminen, wurde in Kauf genommen.

## Canona Antimagnetica
Auf kleinen Sperrbrechern, die Hafeneinfahrten, Flussmündungen und Binnenwasserstraßen minenfrei halten sollten, setzte man zunächst die italienische „Canona Antimagnetica“ ein. Sie bestand aus zwei auf dem Oberdeck kreuzförmig verlegten Eisenstäben von insgesamt 90 t Gewicht, die stromdurchflossen und abwechselnd polarisiert waren. Die guten Erfahrungen damit und die Vorteile gegenüber der VES-Anlage (keine Kernstauung, nur an Deck montiert, einfachere Montage und Reparatur) führten schließlich zur Entwicklung des leicht modifizierten deutschen Kreuzpolgeräts (KPG), später auch Kreuzstabgerät genannt.

## Andere Systeme
Andere Versuche, direkt in Fahrtrichtung liegende Magnetminen zu räumen, waren zwei schwenkbare Magnetstäbe am Bug mit jeweils 100 t Gewicht, die Quer-Dipol-Anlage (QD-Anlage) mit 100 t Gewicht, und eine schräg eingebaute Kernstauung (Schrägkern oder Schrägstauung genannt) mit 400 t Gewicht. Diese konnten sich aus verschiedenen Gründen nicht durchsetzen.